# Željezni stup u Delhiju
Željezni stup u Delhiju je stup visok 7,21 metra i 6,5 tona težak, promjera 410 mm (pri dnu), koji je podigao budistički maurijski vladar Chandragupta II. (375. – 414.), a koji je na ovo mjesto prenio hinduistički vladar Aanagpal u 10. stoljeću, kako bi stajao ispred njegovog novog Višnuovog hrama. Natpisi na sanskrtu na njemu ističu kako je podignut kao Vishnudhvaja, znamen boga Višnua, a njegov raskošni kapitel ima udubljenje u kojem je vjerojatno stajala skulptura Garude. Stup je proizveden starim postupkom kovačkog zavarivanja, jer je pokazano da se sastoji od 98% kovanog željeza.
Željezni stup u Delhiju se danas nalazi u sklopu kompleksa Kutab minareta. Svjedoči kao dokaz nekadašnje vještine indijskih kovača, jer taj stup ima veliku otpornost prema koroziji. Smatra se da je to ponajviše zbog sadržaja sumpora i fosfora, te pogodnih klimatskih uvjeta. Modernim tehnikama je ustanovljeno da željezni stup u Delhiju ima, osim željeza, u masenim postocima prosječno oko 0,08% S, 0,11% P, 0,46% Si i 0,08% C. Stari kovači nisu upotrebljavali vapnenac, kao što se to danas koristi u visokoj peći, pa je sadržaj fosfora u željeznom stupu u Delhiju puno veći nego današnje željezo (obično manje od 0,05%). Taj visok sadržaj fosfora stvara zaštitni film na površini stupa.